# Itália nos Jogos Olímpicos de Verão de 1964
A Itália participou dos Jogos Olímpicos de Verão de 1964 em Tóquio, Japão.